# Brian Dabul
Brian Dabul (født 24. februar 1984 i Buenos Aires, Argentina) er en argentinsk tennisspiller, der blev professionel i 2001. Han har, pr. maj 2009, vundet en enkelt ATP-doubleturnering, men har fortsat sin første single-titel til gode.
Dabul er 170 cm. høj og vejer 70 kilo.